# تپه بویوک
تپه بویوک مربوط به سده‌های اولیه دوران‌های تاریخی پس از اسلام است و در شهرستان خدابنده، بخش مرکزی، روستای بلگه شیر واقع شده و این اثر در تاریخ ۱۰ خرداد ۱۳۸۲ با شمارهٔ ثبت ۸۹۲۱ به‌عنوان یکی از آثار ملی ایران به ثبت رسیده است.